# Snow Globe
Albums de Erasure
Essential
(2012) The Violet Flame
(2014)
Singles
Snow Globe est le titre du 14e album studio original du groupe britannique Erasure, paru le 11 novembre 2013 au Royaume-Uni.

## Caractéristiques
Snow Globe est un Christmas album de 13 plages dont huit sont des reprises de chants de Noël et, pour les cinq autres, de nouvelles compositions du groupe. Pourvu d'arrangements électroniques primitifs (principalement à base de sonorités 8-bits) et clairsemés, flirtant avec le chiptune sur certaines plages, cet album met surtout en lumière la voix du chanteur Andy Bell qui, outre le chant principal, assure également seul tous les chœurs de l'album.
Au travers cet album, le groupe Erasure souhaitait réaliser un Christmas album qui ne soit pas uniquement festif, mais qui se prête également à la méditation, un peu à la manière dont Kate Bush et Tracey Thorn l'avaient fait quelque temps auparavant pour leurs albums de Noël respectifs. Ceci afin d'adopter une approche originale et ainsi se démarquer des innombrables "Christmas albums" festifs publiés chaque année.
Le 23 septembre 2013, une édition Deluxe limitée à 3 000 exemplaires est également mise en pré-commande sous la forme d'une boîte contenant un coffret de trois CD incluant deux CD supplémentaires, ainsi que quelques goodies.
Outre les chants traditionnels de l'édition standard, cette édition limitée de Snow Globe comporte une reprise de Stop the Cavalry, un tube pop de Noël initialement sorti en 1980 par l'artiste britannique Jona Lewie. Cette édition Deluxe de Snow Globe fait également écho au mini-album de Noël Crackers International (1988), que le groupe Erasure avait publié 25 ans plus tôt, en présentant une nouvelle version des titres She Won't Be Home et God Rest Ye Merry Gentlemen.
Les deux éditions physiques de l'album se présentent dans un emballage cartonné de type digipack. Seule l’édition japonaise utilise un boîtier cristal standard. La couverture de l'album représente les caricatures de Vince Clarke et Andy Bell encapsulées dans une boule à neige. Les illustrations du livret de l'album CD furent co-réalisées par Tonya Hurley, la belle-sœur de Vince Clarke. L'ensemble suggère l'esthétique naïve et désuète d'un vieux disque pour enfant des années 1950.
Le titre Blood on the Snow est une valse macabre qui évoque davantage Halloween que Noël. Il s'agit de la troisième composition d'Erasure dotée d'un rythme de valse, les deux précédentes valses du groupe étant la chanson Witch in the Ditch (sur l'album The Innocents en 1988) et l'instrumental Tragic (en Face B du single Always, en 1994).
Bells of Love (Isabelle's of Love) est une chanson inspirée du style de John Lennon, et fut dédiée à la nièce de Vince Clarke, Isabelle Pagnotta (la fille de sa belle-sœur Tonya Hurley et de Michael Pagnotta).
À l'instar des autres albums opérant une diversion par rapport au registre habituel du groupe (Loveboat en 2000, et Union Street en 2006), l'impact commercial de Snow Globe fut minime : l'album culminera seulement au no 49 des ventes d'albums au Royaume-Uni et au no 100 en Allemagne, totalisant une seule semaine de présence dans le classement de chacun des deux pays.
Outre la version proposée au téléchargement, Snow Globe se déclina en deux éditions physiques :
- une édition standard en simple CD contenant 13 plages, emballé dans un boîtier cartonné de type digipack,
- un coffret Deluxe mis en pré-vente deux mois avant sa sortie, limité à 3 000 exemplaires (tous écoulés en pré-vente un mois avant la sortie de l'album), comportant :

1. le CD de l'édition standard,
2. un deuxième CD contenant des titres bonus et des versions alternatives de certaines chansons de l'album,
3. quelques goodies : des cartes postales, des bonbons, deux ballons gonflables...

Un premier single, Gaudete, paraît le 9 décembre 2013 et célèbre la Nativité. Il s'agit d'une reprise d'un cantique traditionnel en latin du XVIe siècle, popularisé en 1972 et 1973 par le groupe folk anglais Steeleye Span. Un second single, Make it Wonderful, est une composition originale d'Erasure qui sort le 24 février 2014. Les vidéo-clips des singles  Gaudete et de Make it Wonderful furent réalisés en stop-motion par Martin Meunier, un collaborateur de Tim Burton. Ces deux vidéo-clips sont visionnables légalement sur YouTube.
Un an plus tard, le 2 décembre 2014, l'album Snow Globe est réédité sous forme numérique dématérialisée à télécharger, intitulée Snow Globe - Deluxe Nutcracker Edition reprenant la totalité des deux premiers CD du coffret Deluxe qui était paru en 2013, enrichie de huit plages supplémentaires de remixs inédits.
Le 2 décembre 2016, dans le cadre de la célébration des 30 ans d'Erasure, l'album Snow Globe est réédité en double-vinyle 33 tours.

## Classement parmi les ventes d'albums
| Pays        | Meilleure position |
| ----------- | ------------------ |
| Royaume-Uni | 49                 |
| Allemagne   | 100                |

## Liste des plages

### Éditions originales, 2013

#### Édition standard
1. Bells of Love (Isabelle's of Love)
2. Gaudete (Traditionnel)
3. Make it Wonderful
4. Sleep Quietly (Ruth Heller)
5. Silent Night (Joseph Mohr / Franz Xaver Gruber)
6. Loving Man
7. The Christmas Song (Mel Tormé / Robert Wells)
8. Bleak Midwinter (Gustav Holst)
9. Blood on the Snow
10. There'll be no Tomorrow
11. Midnight Clear (Edmund Sears / Richard Storrs Willis)
12. White Christmas (Irving Berlin)
13. Silver Bells (Jay Livingstone / Ray Evans)

#### Édition en coffret Deluxe de trois CD

##### CD-1
1. Bells of Love (Isabelle's of Love)
2. Gaudete (Traditionnel)
3. Make it Wonderful
4. Sleep Quietly (Ruth Heller)
5. Silent Night (Joseph Mohr / Franz Xaver Gruber)
6. Loving Man
7. The Christmas Song (Mel Tormé / Robert Wells)
8. Bleak Midwinter (Gustav Holst)
9. Blood on the Snow
10. There'll be no Tomorrow
11. Midnight Clear (Edmund Sears / Richard Storrs Willis)
12. White Christmas (Irving Berlin)
13. Silver Bells (Jay Livingstone / Ray Evans)

##### CD-2
1. Gaudete (A Cappella version)
2. Stop the Cavalry (Acoustic version)
3. Silent Night (Instrumental version)
4. She Won't Be Home (2013 redux)
5. Make It Wonderful (Acoustic version)
6. God Rest Ye Merry, Gentlemen  (2013 redux)
7. White Christmas (Instrumental version)
8. Yes, Virginia, There Is A Santa Claus (spoken word piece)

##### CD-3
1. The Erasure Christmas Radio Show

### Réédition numérique Deluxe "Nutcracker edition", 2014
1. Bells of Love (Isabelle's of Love)
2. Gaudete (Traditionnel)
3. Make it Wonderful
4. Sleep Quietly (Ruth Heller)
5. Silent Night (Joseph Mohr / Franz Xaver Gruber)
6. Loving Man
7. The Christmas Song (Mel Tormé / Robert Wells)
8. Bleak Midwinter (Gustav Holst)
9. Blood on the Snow
10. There'll be no Tomorrow
11. Midnight Clear (Edmund Sears / Richard Storrs Willis)
12. White Christmas (Irving Berlin)
13. Silver Bells (Jay Livingstone / Ray Evans)
14. Gaudete (A Cappella version)
15. Stop The Cavalry (Acoustic version)
16. Silent Night (Instrumental version)
17. She Won't Be Home (2013 redux)
18. Make It Wonderful (Acoustic version)
19. God Rest Ye Merry, Gentlemen  (2013 redux)
20. White Christmas (Instrumental version)
21. Yes, Virginia, There Is A Santa Claus (spoken word piece)
22. Gaudete (Dave Audé Extended Club Mix)
23. Make It Wonderful (Sanger vs. Koishii & Hush Club Remix)
24. Loving Man (Knocking Ghost Remix)
25. Gaudete (IKON Remix)
26. Sleep Quietly (Maps Remix)
27. Make It Wonderful (Bright Light Bright Light Remix)
28. Gaudete (The Storks Remix)
29. Yes, Virginia, There Is A Santa Claus (Jeff Barringer vs. Skerik Remix)